# Giraffa camelopardalis rothschildi
La jirafa de Rothschild (Giraffa camelopardalis rothschildi) es una de las subespecies de jirafa en mayor peligro de extinción con sólo unos cientos de miembros en estado salvaje. Lleva el nombre de la famosa familia del fundador del Museo Tring, Lionel Walter Rothschild, y también se conoce como jirafa del Baringo, en el lago Baringo en Kenia, o como Jirafa de Uganda. Todos los que viven en estado silvestre se encuentran en áreas protegidas en Kenia y Uganda. En 2007, se propuso que la jirafa de Rothschild era en realidad una especie separada de otras jirafas y no una subespecie de jirafa.
Mientras que las jirafas en general se clasifican como Especie bajo preocupación menor, la jirafa de Rothschild está en un riesgo particular de hibridación, ya que la población es tan limitada en número. Hay muy pocos lugares donde la jirafa de Rothschild se pueden ver en la naturaleza, los puntos notables son Parque nacional Lago Nakuru en Kenia y en Parque nacional Murchison Falls en el norte de Uganda.

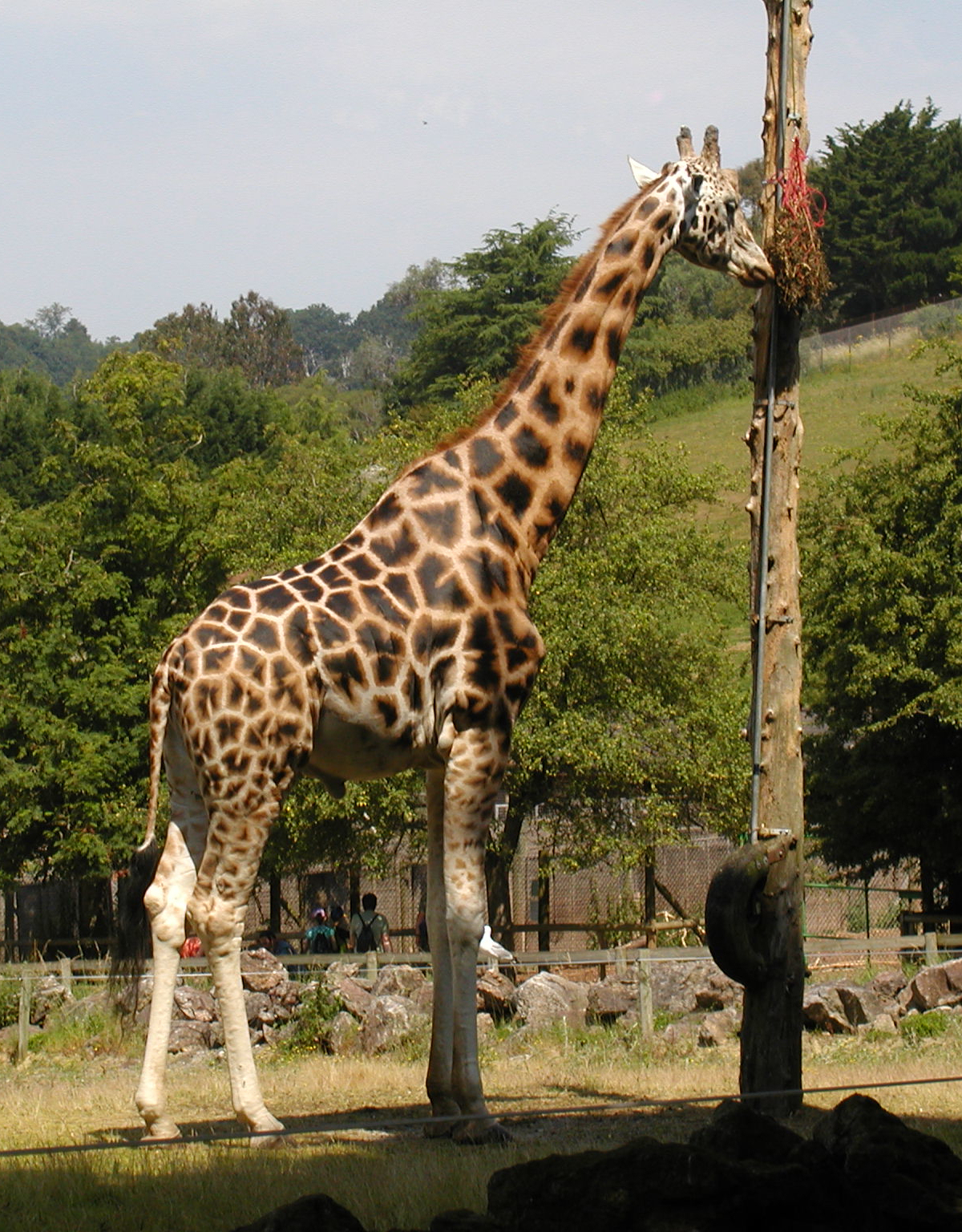
Girafa de Rothschild en Paignton Zoo en Inglaterra.

Hay varios programas de cría en cautividad, sobre todo en el Giraffe Centre de Nairobi, Kenia, que tienen como objetivo ampliar el acervo génico en la población silvestre de la jirafa de Rothschild. A enero de 2011, más de 450 se mantienen en zoológicos del ISIS registrados (que no incluye la residencia Giraffe Centre), lo que hace que sea la subespecie más comúnmente utilizada de la jirafa, junto con jirafa reticulada. De ellos, casi el 50% son el resultado de los nacimientos en el último año.

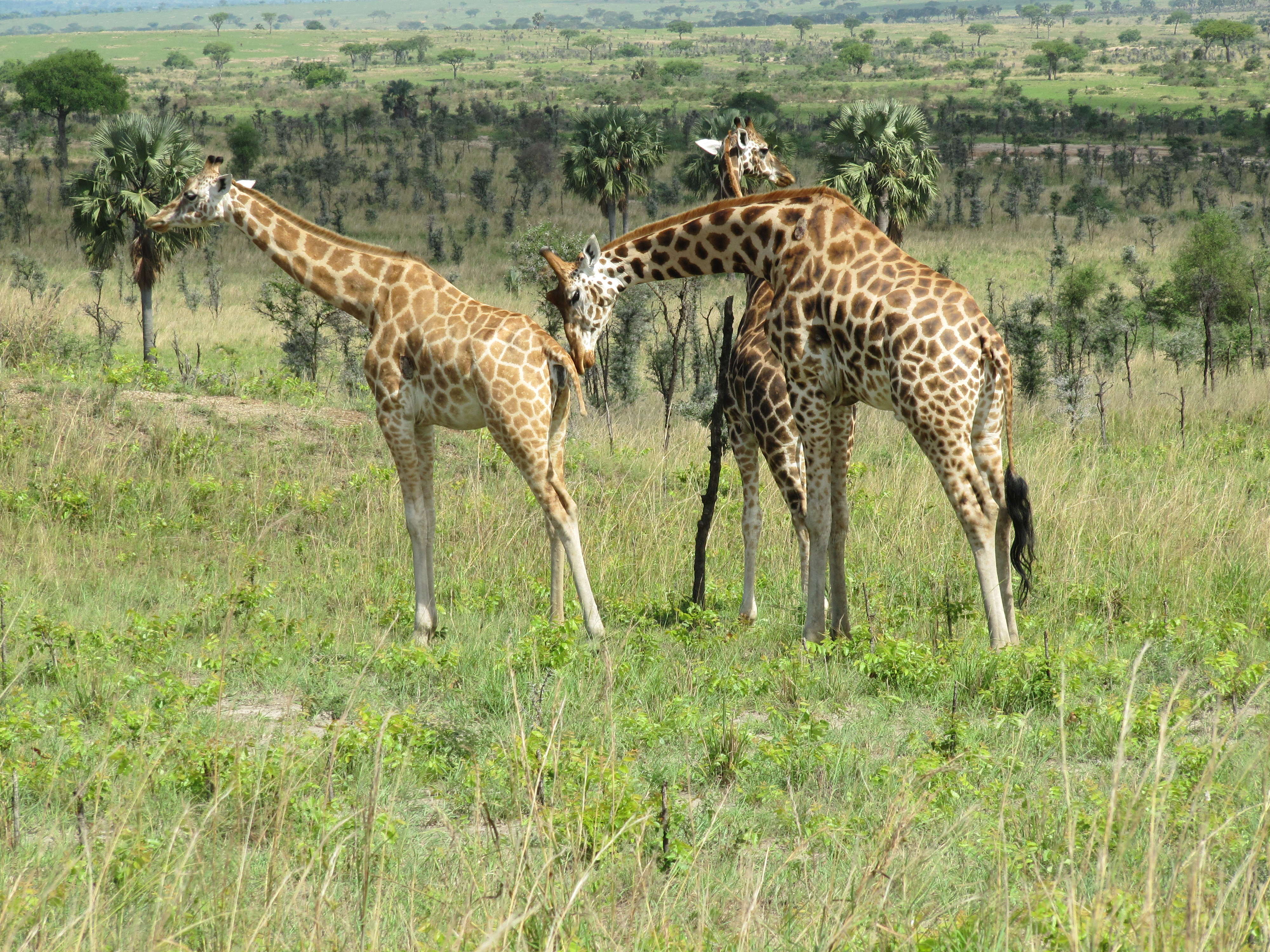
Jirafas de Rothschild's en el Murchison Falls National Park en Uganda

Las jirafas de Rothschild se distinguen fácilmente de otras subespecies. El signo más evidente es en la coloración de la piel. Mientras que la jirafa reticulada define muy claramente las manchas oscuras con brillantes canales blanquecinos entre ellas, la jirafa de Rothschild se asemeja más a la Jirafa Masái. Sin embargo, si se compara con la jirafa masái, la subespecie de Rothschild es más pálida, los parches de color naranja-marrón son menos puntiagudos y filosos en la forma y el canal de enlace es de una tonalidad cremosa en comparación con la observada en la jirafa reticulada. Además, la jirafa de Rothschild no muestra las marcas en la pierna, dando la impresión de que está usando medias blancas.
Otra característica distintiva de la jirafa Rothschild, aunque más difícil de detectar, es el número de cuernos en la cabeza. Esta es la única subespecie con cinco osiconos. Dos de ellos están en la parte superior de la cabeza, al igual que todas las jirafas. El tercer osicono a menudo se puede ver en el centro de la frente de la jirafa y los otros dos detrás de cada oreja. También son más altas que muchas otras subespecies, que miden hasta seis metros de altura (20 pies).
Las jirafas de Rothschild se aparean en cualquier época del año y tienen un período de gestación de 14 a 16 meses, con un becerro en general. Viven en manadas pequeñas, con machos y hembras (y sus crías) viviendo por separado, sólo se mezclan para el apareamiento.
Los machos son más grandes que las hembras y sus dos 'verdaderos' cuernos suelen ser calvos debido a los combates. También tienden a ser de color más oscuro que las hembras, aunque esto no es un indicador de sexaje garantizado.